# Schmiedeeisen

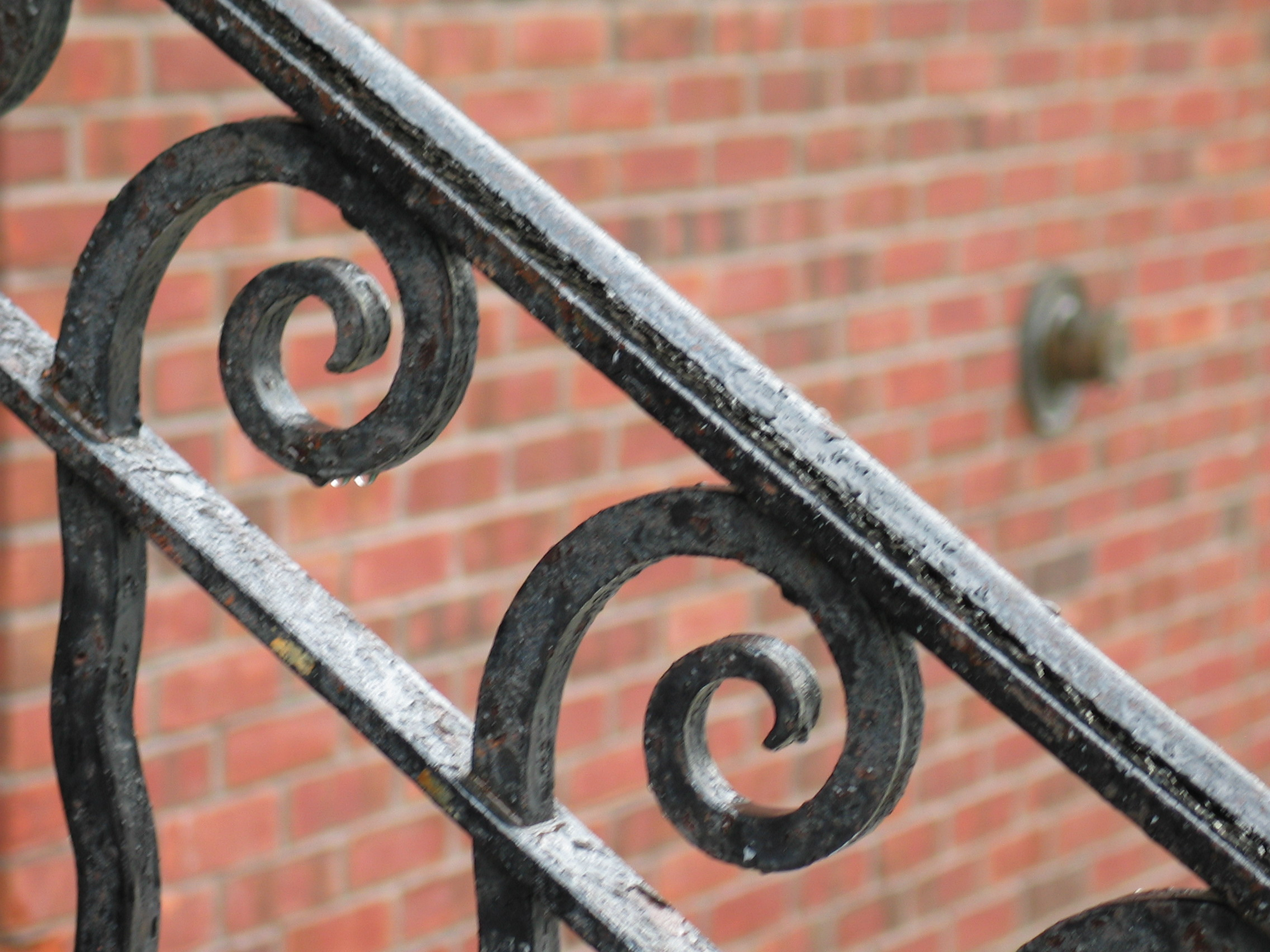
Geländer aus Schmiedeeisen

Schmiedeeisen bezeichnet heute einen Eisenwerkstoff zur Herstellung von Kunstschmiedearbeiten. Dieses Schmiedeeisen besteht aus einem Stahl mit sehr geringem Kohlenstoffgehalt, guter Schweißbarkeit und guter Umformbarkeit. Es wird als Stäbe und Halbzeuge (Flach-, Rund-, Halbrund- und Vierkanteisen) geliefert und zu handwerklich geschmiedeten Erzeugnissen wie Beschlägen, Brüstungen, Geländer, Glockenkäfigen, Grabkreuzen, Toren und anderen kunsthandwerklichen Gegenständen wie Kerzenständern verarbeitet.

## Historische Bedeutung
Schmiedeeisen ist außerdem die Ende des 19. Jahrhunderts eingeführte Bezeichnung für im Puddelverfahren erzeugtes Eisen, das damals praktisch das einzige, in größeren Mengen verfügbare schmiedbare Eisen war. Dieses Schmiedeeisen (Puddeleisen, Schweißeisen) hatte einen geringen Kohlenstoffgehalt (etwa 0,5–0,05 %), war in der Regel nicht härtbar und hatte einen geringen Anteil von Schlacke, der sich auch durch die Nachbearbeitung nicht vermeiden ließ. Bei der Nachbearbeitung wurde die Luppe mehrfach zu dünnen Fladen verformt, gefaltet und von Fallhämmern oder Walzen zusammengeschmiedet („verschweißt“). 
Im 19. Jahrhundert wurden nach dem Auslaufen der Gusseisen-Architektur praktisch alle großen eisernen Bauwerke (Hallen, Brücken, Türme) aus im Puddelverfahren erzeugtem Schmiedeeisen erstellt, z. B. der Eiffelturm, das Garabit-Viadukt oder die großen Bahnhofshallen dieser Zeit.
Die Bezeichnung Schmiedeeisen diente zur Unterscheidung vom im Bessemer-, Thomas- oder Siemens-Martin-Verfahren erzeugten Flußeisen, auch Stahl genannt, das sich in größeren Mengen herstellen ließ und zu dieser Zeit das bis dahin marktbeherrschende Puddeleisen zu verdrängen begann. Flusseisen bzw. Stahl hat meist einen etwas höheren Kohlenstoffgehalt (bis zu 2 %), ist härtbar und enthält keine Schlacke.
Nachdem Anfang des 20. Jahrhunderts Schmiedeeisen (Puddeleisen) vom Markt verschwunden war, musste Stahl nur noch von Gusseisen (Kohlenstoffgehalt über 2 %) unterschieden werden. Dies hatte zur Folge, dass man die Definitionen anhand des Kohlenstoffanteils formulierte. Durch diese rein metallurgische Definition wurde (und wird immer noch) das damalige Schmiedeeisen seitdem unter den Begriff Stahl eingeordnet. Es ist aber aufgrund einer geringfügig anderen Legierung und insbesondere aufgrund der in ihm enthaltenen Schlackenreste nicht identisch mit modernem Stahl.
Außerdem werden dadurch die historischen Aspekte seiner Produktion völlig außer Acht gelassen. Schmiedeeisen wurde letztlich nur von einem einzelnen Mann, dem Puddler, erzeugt, dessen Produktivität praktisch nicht erhöht werden konnte. Eine höhere Leistung ließ sich nur durch weitere Puddler an weiteren Puddelöfen erreichen. Bei den späteren Verfahren der Stahlerzeugung wurde die Leistung dagegen zunächst durch eine Vergrößerung des Konverters bzw. des Siemens-Martin- oder des Lichtbogenofens gesteigert.
Bei der Darstellung der frühen Geschichte der Eisenerzeugung wird der Begriff auch zur Abgrenzung gegenüber Roheisen und ab dem Mittelalter zusätzlich gegenüber dem nicht schmiedbaren Gusseisen verwendet.